# Katrina Bowden
Katrina Bowden, född 19 september 1988 i Wyckoff i New Jersey, är en amerikansk skådespelerska. Hon är mest känd för att spela rollen som Cerie i NBC-sitcomserien 30 Rock, och Flo Fulton i CBS-såpoperan Glamour. Hon har också synts i filmer som Tucker & Dale vs. Evil, Sex Drive, Piranha 3DD, och Scary Movie 5.
Bowden gifte sig i maj 2013 tillsammans med musikern och sångaren Ben Jorgensen, som är frontman i rockbandet Armor for Sleep. De skulle senare komma att skilja sig under år 2020.

## Filmografi (i urval)

### Filmer
- 2008 – Sex Drive
- 2010 – Tucker & Dale vs. Evil
- 2012 – American Reunion
- 2012 – Piranha 3DD
- 2012 – Hold Your Breath
- 2013 – Movie 43
- 2013 – Scary Movie 5
- 2013 – Nurse 3D
- 2021 – Great White
- 2021 – Born a Champion
- 2023 – Old Dads
- 2024 – The Unholy Trinity

### TV-serier
- 2006 – Law & Order: Special Victims Unit (TV-serie)
- 2006 – One Life to Live (TV-serie)
- 2006–2013 – 30 Rock (TV-serie)
- 2007 – Psych (TV-serie)
- 2010 – Ugly Betty (TV-serie)
- 2012 – New Girl (TV-serie)
- 2018 – Dirty John (TV-serie)
- 2019–2021 – Glamour (TV-serie)
- 2021 – The Young and the Restless (TV-serie)